# Kathedrale von Agrigent

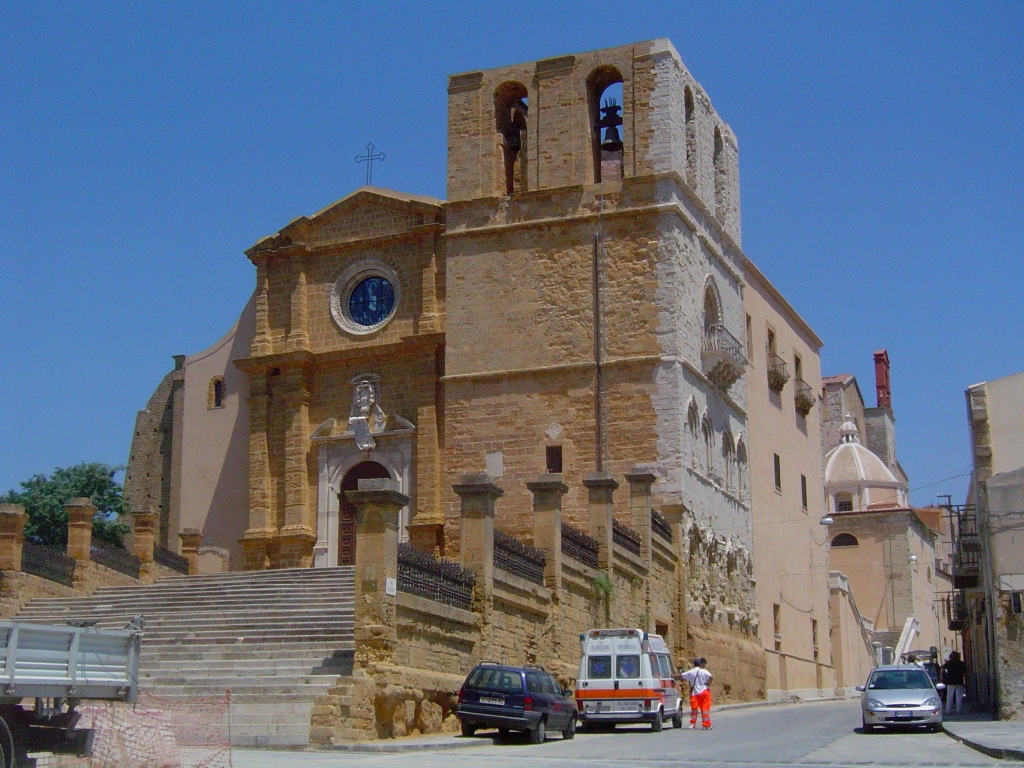
Kathedrale S. Gerlando

Die Kathedrale San Gerlando in Agrigent ist die Kathedrale des Erzbistums Agrigent, einer Diözese der Kirchenregion Sizilien der Römisch-Katholischen Kirche. Sie ist die Bischofskirche von Francesco Montenegro, dem Erzbischof von Agrigent. Die Kathedrale liegt auf dem höchsten Punkt des Berges, auf dem die Altstadt von Agrigent erbaut ist. Sie ist dem Heiligen Gerlandus geweiht, dem ersten Bischof von Agrigent nach der Neugründung des Bistums im 11. Jahrhundert und Stadtpatron von Agrigent.

## Geschichte
Das heutige Kirchengebäude wurde im 11. Jahrhundert errichtet. Nachdem es durch die Jahrhunderte hindurch zahlreiche Umbauten erfahren hatte, wurde ihm in einer 1980 beendeten Restaurierung wieder annähernd sein mittelalterliches Aussehen zurückgegeben.
Im 15. Jahrhundert wurde südlich der Hauptfassade ein unvollendet gebliebener Glockenturm im Stil der katalanischen Spätgotik angebaut.

## Beschreibung

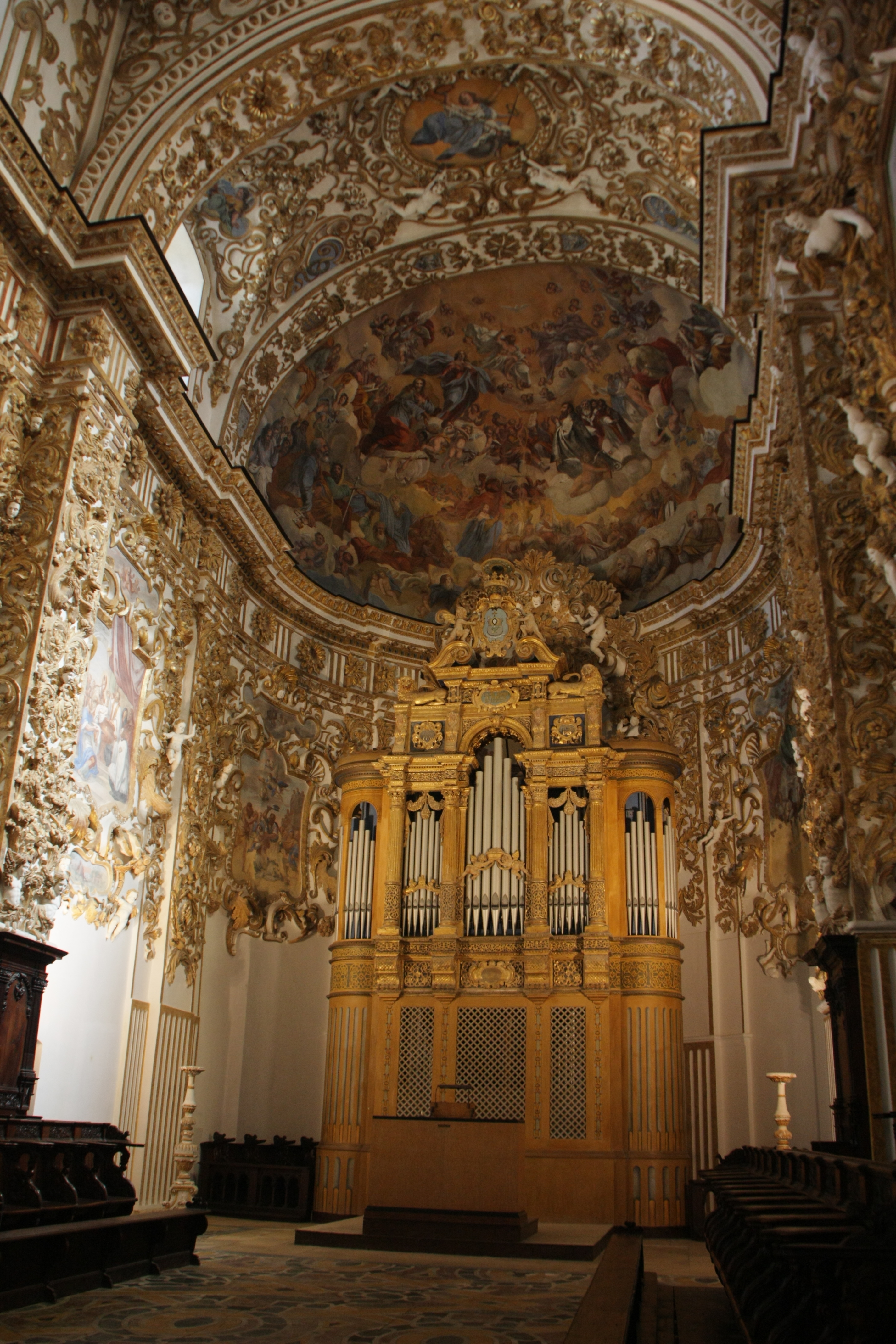
Apsis

Die Kathedrale ist über dem Grundriss eines lateinischen Kreuzes errichtet. Eine breite Freitreppe führt zu der schlicht gehaltenen Hauptfassade.
Das Innere ist dreischiffig mit drei Apsiden, die Seitenschiffe sind durch auf achteckigen Pfeilern ruhende Bögen von dem Mittelschiff getrennt. Die Pfeiler der rechten Reihe wurden in ihren mittelalterlichen Zustand zurückversetzt, die Pfeiler der linken Reihe sind in dem Zustand aus dem 16. Jahrhundert belassen.
Das Mittelschiff hat zwei Abschnitte. Der westliche Abschnitt (vom Eingang aus der erste) hat eine Holzdecke mit Freibalken aus dem Jahre 1518, die mit Malereien von Heiligen, Bischöfen und Adelswappen verziert ist. Der zweite, etwas höherliegende Abschnitt des Mittelschiffs hat eine Kassettendecke. Sie stammt vom Ende des 17. Jahrhunderts und trägt in der Mitte ein großes Wappen mit einem Doppeladler des Hauses Habsburg, dem die damaligen Könige Spaniens angehörten, zu deren Reich Sizilien gehörte.
Im rechten Querschiff befindet sich die Kapelle des heiligen Gerlandus. Sie hat ein gotisches Portal im Chiaramontestil. Im Inneren befinden sich die Reste des Reliquienschreins des Heiligen.

## Orgel
Die Orgel in der Apsis wurde 1933 von der Orgelbaufirma Mascioni erbaut (opus 463). Das Instrument hat 48 Register auf drei Manualen und Pedal. Die Spiel- und Registertrakturen sind elektrisch.
| I Positivo C–c4 |               |       |
| 1.              | Bordone       | 16′   |
| 2.              | Principale    | 8′    |
| 3.              | Bordone       | 8′    |
| 4.              | Viola         | 8′    |
| 5.              | Flauto        | 4′    |
| 6.              | Ottava        | 4′    |
| 7.              | Flauto in XII | 2 ⁄3′ |
| 8.              | Cornetto      | 2 ⁄3′ |
| 9.              | Ripieno       | 2′    |
| 10.             | Fagotto       | 8′    |
| 11.             | Clarinetto    | 8′    |

| II Grand'Organo C–c4 |                   |       |
| 12.                  | Principale        | 16′   |
| 13.                  | Principale I      | 8′    |
| 14.                  | Principale II     | 8′    |
| 15.                  | Flutta            | 8′    |
| 16.                  | Flauto a camino   | 8′    |
| 17.                  | Dulciana          | 8′    |
| 18.                  | Ottava            | 4′    |
| 19.                  | Corno di camoscio | 4′    |
| 20.                  | Duodecima         | 2 ⁄3′ |
| 21.                  | Decima V          | 2′    |
| 22.                  | Ripieno           | 1 ⁄3′ |
| 23.                  | Voce umana        | 8′    |
| 24.                  | Tromba            | 16′   |
| 25.                  | Tromba            | 8′    |
| 26.                  | Chiarina          | 4′    |

| III Espressivo C–c4 |                   |    |
| 27.                 | Principale        | 8′ |
| 28.                 | Flauto            | 8′ |
| 29.                 | Gamba             | 8′ |
| 30.                 | Flauto            | 4′ |
| 31.                 | Ottava            | 4′ |
| 32.                 | Silvestre         | 2′ |
| 33.                 | Pienino           | 2′ |
| 34.                 | Coro viole        | 8′ |
| 35.                 | Corno d’orchestra | 8′ |
| 36.                 | Oboe              | 8′ |
| 37.                 | Voci corali       | 8′ |
|                     | Tremolo           |    |

| Pedale C–g1 |              |         |
| 38.         | Principale   | 32′     |
| 39.         | Contrabbasso | 16′     |
| 40.         | Principale   | 16′     |
| 41.         | Subbasso     | 16′     |
| 42.         | Quinta       | 10 2⁄3′ |
| 43.         | Basso        | 8′      |
| 44.         | Bordone      | 8′      |
| 45.         | Cello        | 8′      |
| 46.         | Quinta       | 5 1⁄3′  |
| 47.         | Bombarda     | 16′     |
| 48.         | Trombone     | 8′      |